# 西ひより
西 ひより（にし ひより、1997年9月19日 - ）は、日本の元女性アイドル、元グラビアアイドル、元アイドルプロデューサー。
自身がプロデューサー務める女性アイドルグループ祝福！ちゅあしぃのプレイングプロデューサー。アイドル教室、煌めき☆アンフォレントの元メンバー。愛称は「ぴよちゃん」。

## 略歴
2015年
- 10月31日 - 煌めき☆アンフォレントのメンバーとして、名古屋東建ホールにてデビュー。

2017年
- 10月27日 - ミスiD2018（一般投票1位）[2]
- 11月3日 - ミスiD2018アー写.com賞受賞[3][4]

2018年
- 1月31日 - 煌めき☆アンフォレントを卒業。『ばいぴよフェス～西ひより卒業公演』開催
- 5月5日 - 煌めき☆アンフォレントの運営側の要望で[5]、5月14日より期間限定でグループに復帰することを発表[6]。
- 5月14日 - 煌めき☆アンフォレントに期間限定でグループに復帰。
- 8月2日 - 集英社「週刊ヤングジャンプ」主催「サキドルエースSURVIVAL SEASON9」にエントリー。同誌表紙に登場[7]。

2019年
- 5月30日 - 名古屋Reny Limitedで行われた煌めき☆アンフォレント名古屋定期公演にて、6月23日をもって煌めき☆アンフォレントでの期間限定の活動を終了することを発表[8]。
- 6月23日 - 『煌めき☆アンフォレント 1stアジアツアー特別編 ～煌めく虹の先へ～』開催。煌めき☆アンフォレントの期間限定の活動終了[9]。

2022年

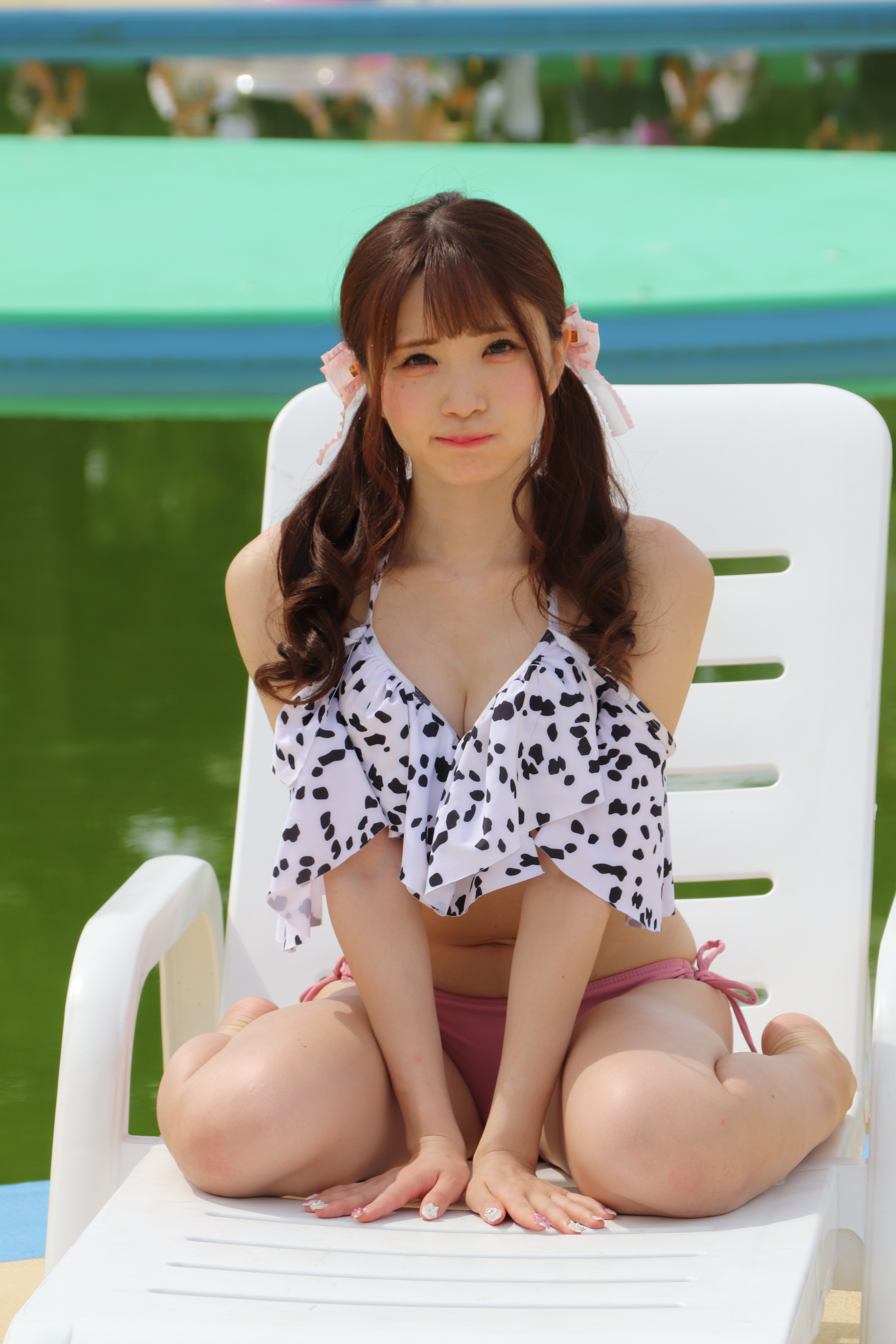
2022年撮影

- 4月23日 - アイドルグループ・祝福!ちゅあしぃを立ち上げ、プレイングプロデューサーとなる[10]。グループは2024年4月30日解散。

2024年
- 10月14日 - 翌2025年1月20日に行われるデビュー12周年記念ライブを以って芸能界を引退することを自身のX（旧Twitter）にて報告した[11]。

2025年
- 1月20日、NAGOYA ReNY limitedで行われた「西ひより12周年記念＆引退ライブ　開催 〜ばいぴよフェスfinal〜」にてアイドル活動に終止符、芸能界を引退。SNS活動は継続。

## 人物
アイドルを目指したきっかけは中学時代、友人に「あるアイドルグループの曲を100回聴けといわれて聴いた」ことから。アイドルとしてはキャラクターを作らず、喜怒哀楽をそのまま出すことをモットーにしている（いわく「下着以外はありのまま」）。
『ラブライブ!』のファンとしても知られており、Aqours推しである。
「加工してる」とも言われるくびれに自信があり、水着グラビアには元から抵抗がなかったとする一方、細すぎが故ライブ中にスカートが落ちてきたことがある。ミスiDオーディションで水着姿を公開、その後ヤングジャンプ「サキドルエース」で初グラビア。その後はプール撮影会にも参加。2022年9月には水着ブランド『sugar』のファッションショーに登壇した。

## 作品

### 写真集
- ひより日和（2022年1月31日、アイドルヴィレッジ、撮影：下山春香）